# François Boulay de la Meurthe
François Joseph Boulay graaf de la Meurthe (Nancy, 6 november 1799 - Parijs, 7 mei 1880) was een Frans hoog ambtenaar en politicus ten tijde van het Tweede Franse Keizerrijk. Hij was de zoon van Antoine Boulay de la Meurthe.

## Biografie
Boulay de la Meurthe was aanvankelijk secretaris-generaal van het Ministerie van Landbouw en Handel, om later staatsraad te worden in de Raad van State. Als fervent bonapartist en tegenstander van de evolutie van het Autoritaire Keizerrijk naar het Liberale Keizerrijk werd hij in 1855 benoemd tot sectievoorzitter binnen deze Raad.
Op 9 juni 1857 werd Boulay de la Meurthe door keizer Napoleon III benoemd tot senator. Hij zou in de Senaat blijven zetelen tot de afkondiging van de Derde Franse Republiek op 4 september 1870, wat het einde betekende van zijn loopbaan.
- Bibliothèque nationale de France: cb107193744 (data)
- International Standard Name Identifier: 0000 0000 0002 4732
- Virtual International Authority File: 49216625